# Đăk Sao
Đăk Sao là một xã thuộc huyện Tu Mơ Rông, tỉnh Kon Tum, Việt Nam.
Xã Đăk Sao có diện tích 88,52 km², dân số năm 2019 là 3.149 người, mật độ dân số đạt 36 người/km².